# Nationaal Compromis
Het Nationaal Compromis (Deens:Det Nationale Kompromis) was een afspraak tussen een aantal politieke partijen in Denemarken. De afspraak was een reactie op het verwerpen door de Deense bevolking van het Verdrag van Maastricht in een referendum op 2 juni 1992. Het verdrag zou alleen in werking treden als alle lidstaten van de Europese Unie het zouden ratificeren. Gezien de verwerping door de Deense bevolking leek ratificatie onmogelijk. De oplossing via het Nationaal Compromis vond genade in de ogen van de andere lidstaten wat werd vastgelegd in het Overeenkomst van Edinburgh, waarin Denemarken toestemming kreeg op de punten opgenomen in het Nationaal Compromis een voorbehoud te maken op de verplichtingen uit het Verdrag van Maastricht.
Ten tijde van het verwerpen van het Verdrag van Maastricht waren acht partijen vertegenwoordigd in het Deense parlement, het Folketing. Het land werd geregeerd door een rechtse minderheidsregering van  conservatieven en liberalen onder leiding van Poul Schlüter. Alle partijen, met uitzondering van de extreemrechtse Fremskridtspartiet, waren bereid te onderhandelen over een compromis dat Denemarken in staat zou stellen binnen de Unie te blijven. Dat leidde uiteindelijk tot een overeenkomst waarin werd vastgelegd dat Denemarken op vier gebieden een voorbehoud zou maken bij het Verdrag van Maastricht. Die vier punten waren:
- Defensiepolitiek: Denemarken doet niet mee aan een gemeenschappelijke defensie en zal daarom ook geen lid worden van de West-Europese Unie.

- Gemeenschappelijke munt: Denemarken was bereid mee te werken aan monetaire samenwerking zoals het EMS, maar was niet bereid de eigen munt te laten opgaan in de euro.

- Burgerschap: Denemarken erkent de rechten van burgers van de lidstaten, maar verplicht zich niet om mee te werken aan het invoeren van een Unieburgerschap.

- Juridische samenwerking: Denemarken is bereid mee te werken aan samenwerking onder het voorbehoud dat daardoor de Deense souvereiniteit niet wordt aangetast.  

## Gevolgen
Het overleg rondom het compromis leidde niet alleen tot de afspraken zoals in het compromis vastgelegd, maar waren ook de opmaat tot de nieuwe regering die in januari 1993 aantrad na het aftreden van het minderheidskabinet van Schlüter als gevolg van de zogenaamde Tamilzaak. Tijdens het overleg ontstond met name een betere band tussen de Sociaaldemocraten en Radikale Venstre dat bij de vorming van het laatste kabinet Poulsen bedankt had voor regeringsdeelname. 
Nadat de Europese Unie het Compromis had geaccepteerd met de overeenkomst van Edinburgh sprak de Deense bevolking zich in een nieuw referendum met een krappe meerderheid uit voor goedkeuring. 